# Bor (rejon konoski)
Bor (ros. Бор) – wieś (dieriewnia) w Rosji, w obwodzie archangielskim, w rejonie konoskim. W 2010 liczyła 50 mieszkańców.